# خانه دهقان حسینی
خانه دهقان حسینی مربوط به دوره قاجار است و در رفسنجان، خیابان معلم، کوچه شماره ۲۵، کوچه فرعی پشت مسجد واقع شده و این اثر در تاریخ ۲۴ اسفند ۱۳۸۳ با شمارهٔ ثبت ۱۱۳۹۴ به‌عنوان یکی از آثار ملی ایران به ثبت رسیده است.